# Balneario Vilas del Turbón

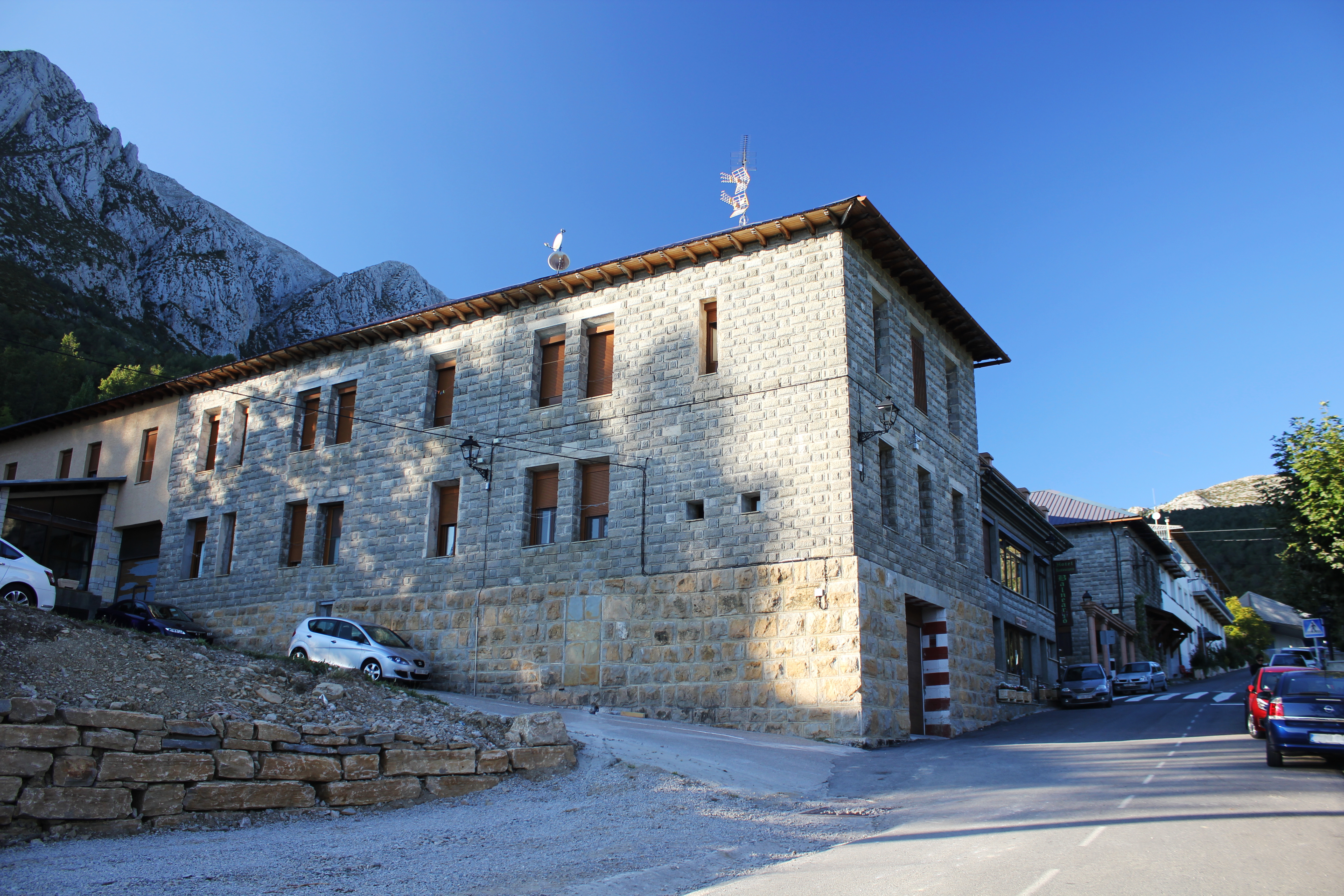
Balneario de Las Vilas, en Las Vilas del Turbón, municipio de Torlarribera, Ribagorza, Huesca.

El balneario de las Vilas es un balneario aragonés situado en el pueblo de Las Vilas del municipio de Torre la Ribera, en la comarca de la Ribagorza. 
Se encuentra a una altitud de 1437 m sobre el nivel del mar, a 80 km de distancia de Barbastro, 130 de Huesca y 200 de Zaragoza. Está situado a los pies del monte Turbón. Desde la década de 1930 ha sido explotado como fuente de agua mineral embotellada y como recurso turístico.

## Historia
Durante el siglo XIX las aguas del balneario solo eran conocidas en los alrededores, dado que hasta 1908 los accesos al complejo eran malos y el alojamiento bastante incómodo. Por esas fechas acudían principalmente enfermos del aparato urinario a llevar una cura con la ayuda de  sus aguas medicinales. 
En el año 1931 comenzó el embotellamiento de agua después de haberse hecho los correspondientes tratamientos higiénicos. Poco después, en 1934, se inauguraron las instalaciones del hotel. Sin embargo, su primer uso fue como refugio para niños en la Guerra Civil tras la toma franquista de Biescas, y sólo después de la guerra volvió a emplearse para su actividad inicial.

## Aguas y tratamientos
Las aguas, que salen del manantial de la Virgen de la Peña a 7 °C, tienen las propiedades de ser bicarbonatadas, cálcicas, oligometalicas y muy hipotónicas. Estas aguas presentan una mineralización total de 0,354g/l, siendo un 80% el bicarbonato de calcio. Se usan para afecciones hepatobiliares así como renales y urinarias.
El tratamiento se suele realizar por cura hidropínica o bebiendo el agua. También se hace hidromasaje y baños de burbujas, chorros de presión, masajes subacuáticos, baños de vapor, arcillas, aerosoles, masajes manuales, drenajes linfáticos, gravitoterapia y fisioterapia.

## Servicios
El hotel del balneario tiene 55 habitaciones. Otras instalaciones del complejo incluyen las piscina termal cubierta, piscina exterior, un gimnasio, una sala de juegos, capilla y un servicio de alquiler de bicicletas de montaña.
En este mismo balneario se embotella el agua mineral natural que lleva el nombre de Vilas del Turbón.